# Tachymenis tarmensis
Espèce
Tachymenis tarmensis  est une espèce de serpents de la famille des Dipsadidae.

## Répartition
Cette espèce est endémique de la région de Junín au Pérou.

## Description
Dans sa description Walker indique que le spécimen en sa possession mesure environ 395 mm dont 85 mm pour la queue. Son dos est pratiquement gris brun uniforme. Sa face ventrale est gris moucheté de noir. C'est un serpent venimeux.

## Étymologie
Son nom d'espèce, composé de tarm[a] et du suffixe latin -ensis, « qui vit dans, qui habite », lui a été donné en référence au lieu de sa découverte, Tarma dans la région de Junín.

## Publication originale
- Walker, 1945 : A Study of the Snake, Tachymenis peruviana Wiegmann AND ITS Allies. Bulletin of the Museum of Comparative Zoology at Harvard College, vol. 96, p. 1-56 (texte intégral).